# Aliasering
Aliasering er et begreb anvendt indenfor signalbehandling mere specifikt, når et analogt signal måles og gengives kan der opstå komplikationer hvis man ikke er opmærksom på de frekvenser der er involveret i processen. Generelt har den anvendte sensor en samplingfrekvens (ωs), men signalet der samples indeholder også frekvenser. Et sinus-signal uændret over tid vil have en frekvens (ω), for at undgå aliasering benyttes nyquist frekvensen (ωNyquist) som er defineret ved halvdelen af samplings frekvensen.
ωNyquist = ωs/2
Som tommelfinger regel må det samplede signal ikke indeholde frekvenser højere end nyquist-frekvensen, altså ω < ωNyquist.